# Tokyo Ghoul
Tokyo Ghoul (Nhật: 東京喰種-トーキョーグール- (Đông Kinh Thực Chủng) Hepburn: Tōkyō Gūru) là bộ manga dài kỳ do Ishida Sui sáng tác. Tác phẩm được ra mắt lần đầu trên Weekly Young Jump, tạp chí chuyên về seinen manga của nhà xuất bản Shueisha từ tháng 9 năm 2011 cho tới tháng 9 năm 2014 và được tập hợp thành 14 tập tankōbon vào tháng 8 năm 2014. Phần tiếp theo của bộ truyện mang tên Tokyo Ghoul: re cũng bắt đầu được phát hành hàng tuần trên cùng tạp chí từ 16, tháng 10 năm 2014. Ishida Sui cũng từng ra mắt 1 oneshot cùng tên trên tạp chí Miracle Jump ngày 15, tháng 3 năm 2011 trước khi sáng tác Tokyo Ghoul thành series dài tập. Ngoại truyện khác của bộ truyện mang tên Tokyo Ghoul: JACK (Nhật: 東京喰種 [JACK] Hepburn: Tōkyō Gūru [Jakku]) được phát hành trên tạp chí Jump Live.
Bộ truyện cũng được chuyển thể thành anime với 12 tập phim do hãng Pierrot sản xuất và bắt đầu trình chiếu trên kênh Tokyo MX từ tháng 7 cho tới tháng 9 năm 2014. 12 tập anime phần 2 mang tên Tokyo Ghoul √A vẫn dựa theo series gốc bắt đầu được lên sóng từ 08, tháng 1 và kết thúc vào 26,tháng 3 năm 2015. Funimation đã cấp phép lưu hành trực tuyến và ra video tại nhà cho bộ anime tại thị trường Bắc Mỹ. Loạt phim này được Madman Entertainment thu lại và lưu hành tại Úc và New Zealand.

## Cốt truyện

Logo của Tokyo Ghoul

Truyện lấy bối cảnh thời hiện đại, một thế giới hoàn toàn khác khi mà loài người không phải loài đứng đầu chuỗi thức ăn, có một loài sinh vật khát máu, mang hình dạng giống con người nhưng phát triển hơn với những khả năng đặc biệt để trở thành kẻ đi săn, và con mồi chính là loài người, vốn tưởng mình làm chủ thế giới. Không cam chịu làm kẻ bị săn, loài người đứng lên chống lại loài sinh vật kia - Ghoul (喰種 (Thực Chủng) Gūru, "chủng loài ăn thịt"). CCG (Ủy ban chống Ghoul) ra đời, đào tạo 1 lực lượng các thanh tra có kỹ năng chiến đấu cao nhằm chống lại sự tàn sát con người của Ghoul. Kaneki Ken (nhân vật chính của bộ truyện) vốn là 1 sinh viên đại học bình thường, hiền lành và mê đọc sách. Vì một sự cố, Kaneki được cấy ghép nội tạng từ một Ghoul được cho là đã chết, Kamishiro Rize - kẻ đã định giết anh trước khi cô ta bị giết bởi đống thép xà ngang xây dựng đột ngột rơi xuống. Từ đó, anh phải vật lộn để sống cuộc sống nửa người/nửa Ghoul, bao gồm cả việc hòa nhập vào thế giới của Ghoul đồng thời đối phó với kẻ thù trong khi luôn phải giữ kín thân phận bí mật của mình với những người khác.

## Nhân vật
Manga và anime Tokyo Ghoul bao gồm rất nhiều nhân vật giả tưởng được tạo ra bởi Ishida Sui. Bối cảnh của TG đặt trong một thế giới giả tưởng nơi mà ghoul - loài quỷ chuyên ăn thịt con người và sống bí mật giữa xã hội loài người, che giấu thân phận của mình trước chính phủ. Cốt truyện của TG xoay quanh một sinh viên đại học tên là Kaneki Ken, Ken đã bị biến thành bán ghoul sau một tai nạn. Và giờ giống như các ghoul khác, Ken phải ăn thịt người để tồn tại. Với cuộc sống với của một bán ghoul, Ken phải tranh đấu giữa xã hội của loài ghoul đồng thời phải che giấu thân phận trước những người bạn con người.

## Truyền thông

### Manga
Tokyo Ghoul  là loạt manga dài tập được sáng tác và minh họa nội dung bởi họa sĩ truyện tranh Ishida Sui. Truyện bắt đầu được phát hành hàng tuần từ số 41 năm 2011 trên tạp chí  Weekly Young Jump , xuất bản bởi Shueisha vào 08 tháng 9 năm 2011, và chương cuối cùng xuất hiện trong số 42 năm 2014, phát hành vào ngày 18 tháng 9 năm 2014. Bộ truyện được tập hợp thành 14 tập tankōbon, phát hành bởi chi nhánh của nhà xuất bản Shueisha, Young Jump Comics từ 17 tháng 2 năm 2012, đến 17, tháng 10 năm 2014. Bộ manga phiên bản tiếng Anh đã được sự cấp phép của Viz Media và tập đầu tiên được dự kiến phát hành vào ngày 16 tháng 6 năm 2015.
Vào tháng 8 năm 2013 một spin off của manga mang tên Tokyo Ghoul: JACK được phát hành trực tiếp trên Jump Live, gồm 7 chương truyện. Nội dung chủ yếu xoay quanh 2 nhân vật của CCG là Arima Kishou và Taishi Fura 10 năm về trước, trước khi bắt đầu câu chuyện trong Tokyo Ghoul. Ngoại truyện này còn giới thiệu thêm về một số nhân vật xuất hiện trong series chính, ngoài Arima Kishou, Fura Taishi còn có tuyến nhân vật chủ chốt xuất hiện sau này: Marude Itsuki và Omori Yakumo ("Yamori").
Ngày 17 Tháng 10 2014, một tuyển tập đầy đủ các bản minh họa màu của manga mang tên Tokyo Ghoul Zakki được phát hành cùng với tập thứ 14, tập cuối cùng của manga Tokyo Ghoul. Zakki bao gồm tất cả các hình ảnh quảng cáo, trang bìa manga và những bản phác thảo chưa được biết đến đi kèm lời bình của tác giả Ishida Sui.
Phần tiếp theo của bộ truyện với tựa đề Tokyo Ghoul: re bắt đầu phát hành hàng tuần từ số 46 năm 2014 trên tạp chí Weekly Young Jump, xuất bản vào ngày 16 tháng 10 năm 2014. Câu chuyện được tiếp tục vào ba năm sau kể từ thời điểm trong bộ truyện gốc kết thúc và xuất hiện thêm nhiều nhân vật mới.

### Light Novel
Cho đến nay, tổng cộng đã có ba tập tiểu thuyết vừa ăn theo truyện tranh gốc được phát hành, tập thứ tư đang trong quá trình sáng tác. Tất cả đều do nhà văn Shin Towada viết nội dung và minh họa bìa thực hiện bởi tác giả manga Ishida Sui.
Ngày 19 tháng 7 năm 2013, phát hành cuốn light novel Tokyo Ghoul: Hibi (東京喰種トーキョーグール［日々］ Tōkyō Gūru［Hibi］, "ngày ngày"). Đây là tập ngoại truyện tập trung miêu tả cuộc sống hàng ngày của các nhân vật trong series Tokyo Ghoul.
Cuốn thứ 2 mang tên Tokyo Ghoul: Kūhaku (東京喰種トーキョーグール［空白］ Tōkyō Gūru［Kūhaku］, "trống rỗng") phát hành vào ngày 19 Tháng 6 năm 2014. Nội dung viết về khoảng thời gian 6 tháng giữa tập 8 và 9 mà trong manga không kể đến.
Cuốn tiểu thuyết thứ ba Tokyo Ghoul: Sekijitsu (東京喰種トーキョーグール［昔日］ Tōkyō Gūru［Sekijitsu］, "ngày xưa") được phát hành ngày 19 tháng 12 năm 2014. Nội dung Sekijitsu gồm những chuyện xảy ra trước khi các sự kiện quan trọng trong manga xảy đến. Tiểu thuyết tập trung đi sâu miêu tả kỹ hơn vào một số nhân vật quan trọng của cốt truyện chính Tokyo Ghoul, trong đó có Kirishima Touka, Kirishima Ayato và nhân vật chính của series Kaneki Ken.

### Anime
12 tập phim TV anime dựa trên truyện tranh cùng tên được hãng Pierrot phát sóng trên kênh Tokyo MX từ ngày 3 tháng 7 đến ngày 18 tháng 9 năm 2014. Nó cũng được phát sóng trên các kênh TVA, TVQ, TVO, AT-X và Dlife. Các bài hát chủ đề của phim bao gồm bài hát mở đầu phim là "Unravel" do TK from Ling Tosite Sigure thể hiện, và bài hát kết thúc là "Các vị thánh" (聖者たち Seija-tachi) thể hiện bởi People In The Box. Funimation đã cấp phép cho bộ phim hoạt hình được phát sóng và phát hành video tại Bắc Mỹ.
Phần thứ hai mang tên  Tokyo Ghoul √A  ra mắt tại Nhật Bản vào ngày 8 tháng 1 năm 2015, nội dung có thay đổi so với manga gốc. Bài hát mở đầu Season 2 là "Vô năng" (無能 Munou) do österreich thể hiện, trong khi bài hát cuối mỗi tập phim là "Từng mùa đang chết dần" (季節は次々死んでいく Kisetsu wa Tsugitsugi Shindeiku) do Amazarashi thể hiện.

### Video games
Một tựa Video game có tên Tokyo Ghoul carnaval dành cho hệ điều hành Android trên điện thoại thông minh do hãng Bandai Namco Games sản xuất đã được phát hành tại Nhật Bản vào ngày 6, tháng 2, 2015. Phiên bản dành cho hệ điều hành IOS của Iphone cũng được phát hành vào ngày 9, tháng 2, 2015. Người chơi có thể xây dựng một nhóm riêng từ một số nhân vật là quỷ hoặc thanh tra và mở bản đồ 3D
Một video game khác có tựa đề  Tokyo Ghoul: Jail  dành cho hệ máy PlayStation Vita đang trong quá trình sản xuất. Trò chơi này xây dựng một nhân vật chính mới có tên là Rio để người chơi có thể tương tác với các nhân vật trong anime / manga. Game vẫn đang được Namco Bandai Games tiếp tục phát triển và xếp vào thể loại RPG thám hiểm (dạng game nhập vai) nơi mà người chơi sẽ có thể tự khám phá 23 quận ở Tokyo..

### Nhạc kịch
Ấn bản thứ 17 năm 2015 của tạp chí Weekly Young Jump, thuộc nhà xuất bản Shueisha đã công bố việc chuyển thể Series manga ăn khách Tokyo Ghoul thành nhạc kịch. Vở kịch được dự kiến trình diễn tại 2 thành phố Tokyo và Kyoto vào tháng 7 năm 2015.

## Đón nhận
Tokyo Ghoul là bộ manga thứ 27 bán chạy nhất tại Nhật Bản năm 2013 với doanh số bán ra là 1,666,348 bản. Tính tới tháng 1 năm 2014 bộ truyện đã bán được khoảng 2.6 triệu bản in.
Năm 2014, Tokyo Ghoul bán được 6.946.203 bản in, đứng thứ 4 trong số các loạt manga bán chạy nhất tại Nhật Bản